# براد بورتر
براد بورتر (بالإنجليزية: Brad Porter)‏ (19 فبراير 1987 بغوسفورد في أستراليا - ) هو لاعب كرة قدم أسترالي في مركز الوسط. شارك مع منتخب أستراليا تحت 20 سنة لكرة القدم. أما مع النوادي، فقد لعب مع سنترال كوست مارينرز وCentral Coast United FC ‏.

## وصلات خارجية
- براد بورتر على موقع قاعدة بيانات كرة القدم.إي يو (الإنجليزية)